# Puerto Rico Baseball League
Die Puerto Rico Baseball League (PRBL) ist die Profiliga im Baseball in Puerto Rico. Sie besteht zurzeit aus fünf Mannschaften, der Meister nimmt an der Serie del Caribe (Caribbean Series) teil. Die PRBL gehört zu den sogenannten Winter Leagues, deren Spielzeiten in der Off-Season der nordamerikanischen Major League Baseball (MLB) liegen und in denen zum Teil Spieler aus den MLB-Kadern zum Einsatz kommen.
Bis zur Aussetzung der Saison 2007/08 und der Wiederaufnahme des Spielbetriebs 2008 hieß die Liga offiziell Liga de Béisbol Profesional de Puerto Rico (LBPPR, span. für „Professionelle Baseballliga von Puerto Rico“).

## Gegenwärtige Teams und Stadien (2017/18)
- Criollos de Caguas („Caguas Kreolen“), Heimstadion: Parque Yldefonso Solá Morales
- Gigantes de Carolina („Carolina Riesen“), Heimstadion: Estadio Roberto Clemente Walker
- Indios de Mayagüez („Mayagüez Indianer“), Heimstadion: Estadio Isidoro García
- Tiburones de Aguadilla („Aguadilla Haie“), Heimstadion: Estadio Luis A. Canena Marquez
- Cangrejeros de Santurce („Santurce Krabbenfischer“), Heimstadion: Estadio Hiram Bithorn

## Ehemalige Teams
- Lobos de Arecibo („Arecibo Wölfe“)
- Mets de San Juan („San Juan Mets“)
- Atenienses de Manatí („Manatí Athener“)
- Venerables de Guayama („Guayama Ehrbare“)
- Vaqueros de Bayamón („Bayamón Cowboys“)
- Piratas Kofresí de Ponce („Ponce Piraten Kofresí“)
- Grises de Humacao („Humacao Graue“)
- Senadores de San Juan („San Juan Senatoren“)
- Leones de Ponce („Ponce Löwen“)

## Spielmodus
Jede Mannschaft spielt 48 Begegnungen in der regulären Saison, darunter in den Spielzeiten 2008/09 und 2009/10 auch Spiele in der Serie Interliga im Dezember gegen die Mannschaften der Liga Dominicana de Béisbol Invernal aus der Dominikanischen Republik. In der Saison 2010/11 finden diese Interleague-Spiele aber nicht statt. Im Januar spielen dann die vier bestplatzierten Mannschaften in einer weiteren Ligarunde mit 12 Spielen pro Mannschaft die zwei Teilnehmer der Best-of-Seven-Finalserie aus. Bis 2009/10 hatte es noch ein Halbfinale (best-of-seven) gegeben.

## Geschichte
Die LBPPR entstand 1938 als Liga Semi-Pro de Béisbol de Puerto Rico. Die sechs Gründungsmannschaften waren die Criollos de Caguas, die Grises de Humacao, die Indios de Mayagüez, die Piratas Kofresí de Ponce, die Senadores de San Juan und die Venerables de Guayama. Ein Jahr später kamen die Tiburones de Aguadilla und die Cangrejeros de Santurce hinzu.
Im August 2007 wurde bekanntgegeben, dass die Saison 2007/08 wegen abnehmender Zuschauerzahlen und Einnahmen in den letzten zehn Jahren annulliert werden müsse. Die Liga kündigte an, eine neue Marketingstrategie und eine Restrukturierung der Liga vorbereiten zu wollen. In den vergangenen Jahren hatte die LBPPR auf dem Zuschauermarkt unter zunehmender Konkurrenz durch Fußball gelitten. Im Mai 2008 gab die Liga die Wiederaufnahme des Spielbetriebs für die Saison 2008/09 bekannt. Dabei kehrten die Atenienses de Manatí wieder in ihre alte Heimat Santurce zurück, einen Stadtteil von San Juan, wo sie als Cangrejeros de Santurce eine der wichtigsten Mannschaften der Ligageschichte waren. Sie eröffneten am 6. November 2008 gegen die Gigantes de Carolina die neue Saison, die den Neuanfang für den Profibaseball in Puerto Rico bringen soll.
In der Saison 2009/10 bestand die Liga nur aus fünf Mannschaften, da die Cangrejeros erneut nicht am Spielbetrieb teilnahmen.
In der Saison 2010/11 ersetzten die Senadores de San Juan die Lobos de Arecibo.

## Meister
| Saison  | Meister                 |
| ------- | ----------------------- |
| 1938/39 | Venerables de Guayama   |
| 1939/40 | Venerables de Guayama   |
| 1940/41 | Criollos de Caguas      |
| 1941/42 | Leones de Ponce         |
| 1942/43 | Leones de Ponce         |
| 1943/44 | Leones de Ponce         |
| 1944/45 | Leones de Ponce         |
| 1945/46 | Senadores de San Juan   |
| 1946/47 | Leones de Ponce         |
| 1947/48 | Caguas-Guayama          |
| 1948/49 | Indios de Mayagüez      |
| 1949/50 | Caguas-Guayama          |
| 1950/51 | Cangrejeros de Santurce |
| 1951/52 | Senadores de San Juan   |
| 1952/53 | Cangrejeros de Santurce |
| 1953/54 | Caguas-Guayama          |
| 1954/55 | Cangrejeros de Santurce |
| 1955/56 | Caguas-Guayama          |
| 1956/57 | Indios de Mayagüez      |
| 1957/58 | Caguas-Guayama          |
| 1958/59 | Cangrejeros de Santurce |
| 1959/60 | Caguas-Guayama          |
| 1960/61 | Senadores de San Juan   |
| 1961/62 | Cangrejeros de Santurce |
| 1962/63 | Indios de Mayagüez      |
| 1963/64 | Senadores de San Juan   |
| 1964/65 | Cangrejeros de Santurce |
| 1965/66 | Indios de Mayagüez      |
| 1966/67 | Cangrejeros de Santurce |

| Saison  | Meister                 |
| ------- | ----------------------- |
| 1967/68 | Caguas-Guayama          |
| 1968/69 | Leones de Ponce         |
| 1969/70 | Leones de Ponce         |
| 1970/71 | Cangrejeros de Santurce |
| 1971/72 | Leones de Ponce         |
| 1972/73 | Cangrejeros de Santurce |
| 1973/74 | Caguas-Guayama          |
| 1974/75 | Vaqueros de Bayamón     |
| 1975/76 | Vaqueros de Bayamón     |
| 1976/77 | Criollos de Caguas      |
| 1977/78 | Indios de Mayagüez      |
| 1978/79 | Criollos de Caguas      |
| 1979/80 | Vaqueros de Bayamón     |
| 1980/81 | Criollos de Caguas      |
| 1981/82 | Leones de Ponce         |
| 1982/83 | Lobos de Arecibo        |
| 1983/84 | Indios de Mayagüez      |
| 1984/85 | Senadores de San Juan   |
| 1985/86 | Indios de Mayagüez      |
| 1986/87 | Criollos de Caguas      |
| 1987/88 | Indios de Mayagüez      |
| 1988/89 | Indios de Mayagüez      |
| 1989/90 | Senadores de San Juan   |
| 1990/91 | Cangrejeros de Santurce |
| 1991/92 | Indios de Mayagüez      |
| 1992/93 | Cangrejeros de Santurce |
| 1993/94 | Senadores de San Juan   |
| 1994/95 | Senadores de San Juan   |
| 1995/96 | Lobos de Arecibo        |

| Saison  | Meister                 |
| ------- | ----------------------- |
| 1996/97 | Indios de Mayagüez      |
| 1997/98 | Indios de Mayagüez      |
| 1998/99 | Indios de Mayagüez      |
| 1999/00 | Cangrejeros de Santurce |
| 2000/01 | Criollos de Caguas      |
| 2001/02 | Vaqueros de Bayamón     |
| 2002/03 | Indios de Mayagüez      |
| 2003/04 | Leones de Ponce         |
| 2004/05 | Indios de Mayagüez      |
| 2005/06 | Gigantes de Carolina    |
| 2006/07 | Gigantes de Carolina    |
| 2007/08 | kein Spielbetrieb       |
| 2008/09 | Leones de Ponce         |
| 2009/10 | Indios de Mayagüez      |
| 2010/11 | Criollos de Caguas      |
| 2011/12 | Indios de Mayagüez      |
| 2012/13 | Criollos de Caguas      |
| 2013/14 | Indios de Mayagüez      |
| 2014/15 | Cangrejeros de Santurce |
| 2015/16 | Cangrejeros de Santurce |
| 2016/17 | Criollos de Caguas      |
| 2017/18 | Criollos de Caguas      |
| 2018/19 | Cangrejeros de Santurce |
| 2019/20 | Cangrejeros de Santurce |
| 2020/21 | Caguas – Mayagüez 4–0   |
| 2021/22 | Mayagüez – Caguas 1–4   |
| 2022/23 | Mayagüez – Carolina 4–3 |
| 2023/24 |                         |
| 2024/25 | Mayagüez – San Juan 5–1 |

| Mannschaft              | Titel |
| ----------------------- | ----- |
| Criollos de Caguas      | 20    |
| Indios de Mayagüez      | 18    |
| Cangrejeros de Santurce | 16    |
| Leones de Ponce         | 11    |
| Senadores de San Juan   | 8     |
| Vaqueros de Bayamón     | 4     |
| Venerables de Guayama   | 2     |
| Lobos de Arecibo        | 2     |
| Gigantes de Carolina    | 2     |

Stand: 2022
Titel in der Caribbean Series
| Mannschaft              | CS-Titel |
| ----------------------- | -------- |
| Cangrejeros de Santurce | 5        |
| Criollos de Caguas      | 5        |
| Indios de Mayagüez      | 2        |
| Lobos de Arecibo        | 1        |
| Leones de Ponce         | 1        |
| Vaqueros de Bayamón     | 1        |
| Senadores de San Juan   | 1        |